# Villasarracino
Villasarracino település Spanyolországban, Palencia tartományban. Villasarracino Villaherreros, San Mamés de Campos, Valde-Ucieza, Loma de Ucieza és Castrillo de Villavega községekkel határos. Lakosainak száma 132 fő (2024).

## Népesség
A település népessége az elmúlt években az alábbi módon változott:
| Lakosok száma | 263  | 225  | 197  | 184  | 153  | 144  | 139  | 141  | 127  | 132  |
|               | 2001 | 2004 | 2007 | 2009 | 2012 | 2014 | 2017 | 2019 | 2022 | 2024 |